# Протей (фильм, 2003)
«Протей» (англ. Proteus) — драма 2003 года, основанная на реальной истории отношений двух заключенных на острове Роббен, которые были казнены за мужеложство в 1735 году. Режиссёр Джек Льюис сказал, что своей картиной он хотел напомнить зрительской аудитории, что гомосексуалы существовали везде и во все времена и часто расплачивались за свою сексуальную ориентацию.

## Сюжет
Клаас Бланк — молодой темнокожий пастух, представитель коренного населения Кейптауна, приговорённый к каторжным работам в исправительной колонии за кражу скота, грубость и неуважение по отношению к белому человеку. В колонии Клаас знакомится с голландским матросом Рейкардом Якобсом, отбывающим срок за мужеложство. Третий значимый персонаж в фильме — ботаник Вирджил Нивен, который работает в тюремном саду. Для голландского рынка он занимается выведением местного цветка с причудливым названием «королевский протей». Между Клаасом и матросом начинается роман, о котором становится известно ботанику. Но Вирджил тоже гей, он сочувствует влюблённым. В конце концов об отношениях Клааса и матроса становится известно тюремной администрации. На суде Клаас, не колеблясь, заявляет о своей любви к голландцу. За содомию мужчин приговаривают к смертной казни и топят в океане.

## В ролях
| Актёр            | Роль                 |
| ---------------- | -------------------- |
| Рукснет Браун    | пастух Клаас Бланк   |
| Нил Сэндилендс   | матрос Рейкард Якобс |
| Шон Смит         | Вирджил Нивен        |
| Кристен Томсон   | Кэйт                 |
| Терри Нортон     | Бэтси                |
| Дин Лотз         | губернатор           |
| Питер Ван Хирдэн | солдат               |